# جایزه آرتور سی کوپ
جایزه آرتور سی کوپ جایزه‌ای برای موفقیت در زمینه تحقیقات شیمی آلی است. این جایزه توسط بنیاد آرتور سی کوپ حمایت مالی می‌شود و از سال ۱۹۷۳ هر سال توسط انجمن شیمیایی آمریکا اهدا می‌شود. این جایزه یکی از بالاترین افتخارات در رشته شیمی آلی محسوب می‌شود. جایزه شامل یک مبلغ ۲۵۰۰۰ دلاری، یک مدال و یک مبلغ ۱۵۰۰۰۰ دلاری به عنوان بودجه برای تحقیقات در شیمی آلی است. علاوه بر جایزه اصلی، بنیاد آرتور سی کوپ و حامیان مالی آن، در هر سال ده جایزه اضافه با عنوان بورسیه آرتور سی کوپ به برندگان ارایه می‌کنند. 

## لیست برندگان
دریافت کنندگان این جایزه عبارت‌اند از:
| - ۲۰۲۰ – دنیس آ. دوئرتی - ۲۰۱۹ – دیتر زباخ - ۲۰۱۸ – ایتیون وی. لِی - ۲۰۱۷ – کارولین برتوزی - ۲۰۱۶ – اریک ان. یاکوبسن - ۲۰۱۵ – پل وِندر - ۲۰۱۴ – استوارت شریبر - ۲۰۱۳ – استفان بوشوالد - ۲۰۱۲ – چی-هوی وونگ - ۲۰۱۱ – نیکلاس تورو - ۲۰۱۰ – کندال هوک - ۲۰۰۹ – مانفرد ریتز - ۲۰۰۸ – فراسر استودارت - ۲۰۰۷ – ژان فرچت | - ۲۰۰۶ – پیتر شولتز - ۲۰۰۵ – کی. سی. نیکولاو - ۲۰۰۴ – بری تراست - ۲۰۰۳ – لری ای. اورمن - ۲۰۰۲ – رابرت گرابز - ۲۰۰۱ – جرج اولاه - ۲۰۰۰ – دیوید آ. اوانس - ۱۹۹۹ – رالف فرانتس هرشمان - ۱۹۹۸ – ساموئل جی. دنیشفسکی - ۱۹۹۷ – ریوجی نویوری - ۱۹۹۶ – رابرت جی. برگمن - ۱۹۹۵ – جرج ام. وایتسایدز - ۱۹۹۴ – جان دی. رابرتس - ۱۹۹۳ – پیتر دروان | - ۱۹۹۲ – کارل شارپلس - ۱۹۹۱ – گرهارد ال. کلوس - ۱۹۹۰ – کوجی ناکانیشی - ۱۹۸۹ – ویلیام سامر جانسون - ۱۹۸۸ – کنت بی. ویبرگ - ۱۹۸۷ – رونالد بریسلو - ۱۹۸۶ – دولیو آریگونی - ۱۹۸۴– آلبرت جی. اشنموزر - ۱۹۸۲ – فرانک وستایمر - ۱۹۸۰ – گیلبرت استورک - ۱۹۷۸ – اورویل ال. چپمن - ۱۹۷۶ – الیاس کوری - ۱۹۷۴ – دونالد کرام - ۱۹۷۳ – رولد هافمن و رابرت وودوارد |